# Historique du parcours européen de l'Ajax Amsterdam
Cet article présente les différentes campagnes européennes réalisées par l'Ajax Amsterdam depuis sa première participation à la Coupe des clubs champions en 1957.
Club parmi les plus titrés en compétitions internationales, l'Ajax remporte notamment la Coupe des clubs champions (qui devient plus tard la Ligue des champions) à quatre reprises, incluant une série de trois succès consécutifs entre 1971 et 1973 tandis que le quatrième trophée est remporté en 1995. À ces succès s'ajoutent une victoire en Coupe des coupes en 1987 puis en Coupe UEFA en 1992. Il s'impose également en Supercoupe de l'UEFA à deux reprises en 1973 et 1995 ainsi qu'en Coupe intercontinentale en 1972 et 1995.
Le club s'incline par ailleurs quatre fois en finale : deux d'entre elles concernant la C1 en 1969 et 1996, tandis que les deux autres concernent la Coupe des coupes en 1988 puis la Ligue Europa en 2017. Il s'incline également dans la Supercoupe en 1987.

## Histoire

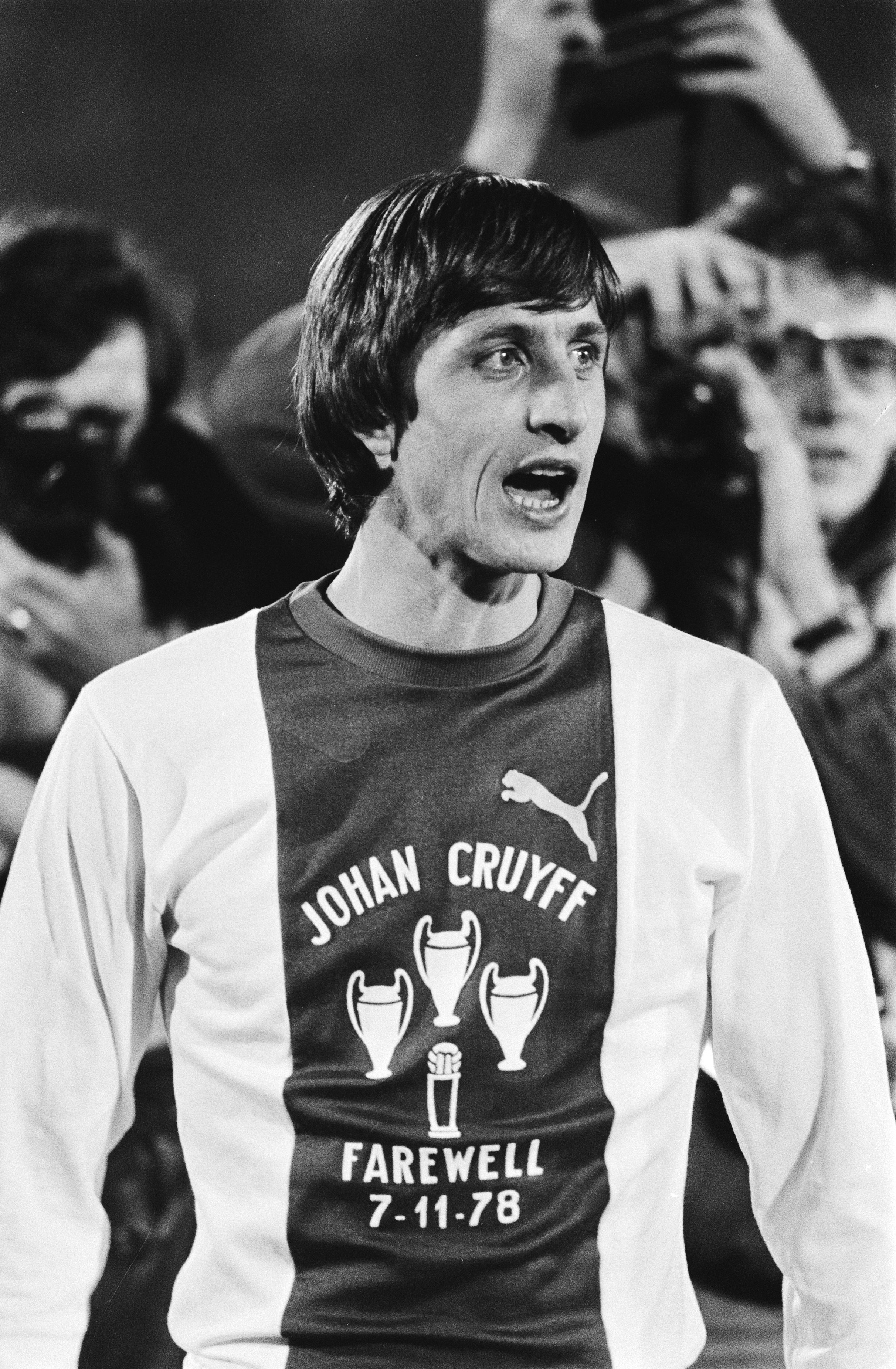
Johan Cruyff prend part à l'ensemble des trois succès consécutifs de l'Ajax en Coupe des clubs champions entre 1971 et 1973.

L'Ajax dispute sa première compétition européenne en 1957 en se qualifiant pour la Coupe des clubs champions 1957-1958 en qualité de champion en titre des Pays-Bas. Pour cette première participation, le club bat dans un premier temps les Est-Allemands du Wismut Karl-Marx-Stadt avant de s'incliner en quarts de finale face au club hongrois du Vasas SC. Il reprend part à la compétition trois ans plus tard, mais est éliminé d'entrée par le champion norvégien Fredrikstad. Ce scénario se répète en 1961 pour sa première participation à la Coupe des coupes, avec une défaite immédiate face à l'Újpest Dósza. Dans la foulée, le club prend également part à la première édition de l'International football cup, non-organisée par l'UEFA, dans laquelle il finit par s'imposer aux dépens de son rival national le Feyenoord Rotterdam.
Retrouvant la C1 en 1966, les Amsterdamois éliminent notamment le Beşiktaş puis Liverpool à cette occasion pour retrouver les quarts de finale, où ils sont battus par le Dukla Prague. L'année suivante est marquée par une élimination d'entrée face au Real Madrid. Les Ajacides réalisent leur premier parcours marquant lors de la saison 1968-1969. Celui-ci les voit notamment éliminer le FC Nuremberg, Fenerbahçe, Benfica et le Spartak Trnava pour atteindre la finale de la compétition. La rencontre, qui les opposent aux Italiens de l'AC Milan, s'achève cependant sur une lourde défaite 4-1. Après une demi-finale de Coupe des villes de foires la saison suivante, l'Ajax parvient une nouvelle fois à se hisser en finale de la Coupe des clubs champions en 1971, s'imposant cette fois aux dépens de l'équipe grecque du Panathinaïkos sur le score de 2-0. Ce premier succès marque le début d'une période de domination qui voit les Amsterdamois remporter la C1 trois fois de suite, s'imposant face à l'Inter Milan (2-0) puis la Juventus (1-0) lors des finales de 1972 et 1973 respectivement. Ils remportent également en parallèle la Coupe intercontinentale contre les Argentins du CA Independiente en 1972 (4-1) puis la Supercoupe de l'UEFA l'année suivante face à l'AC Milan (6-1). Notamment marqué par le départ de son joueur emblématique Johan Cruyff à l'été 1973, l'Ajax voit sa série de succès s'interrompre brutalement lors de la saison 1973-1974 avec une élimination dès les huitièmes de finale face au CSKA Sofia.

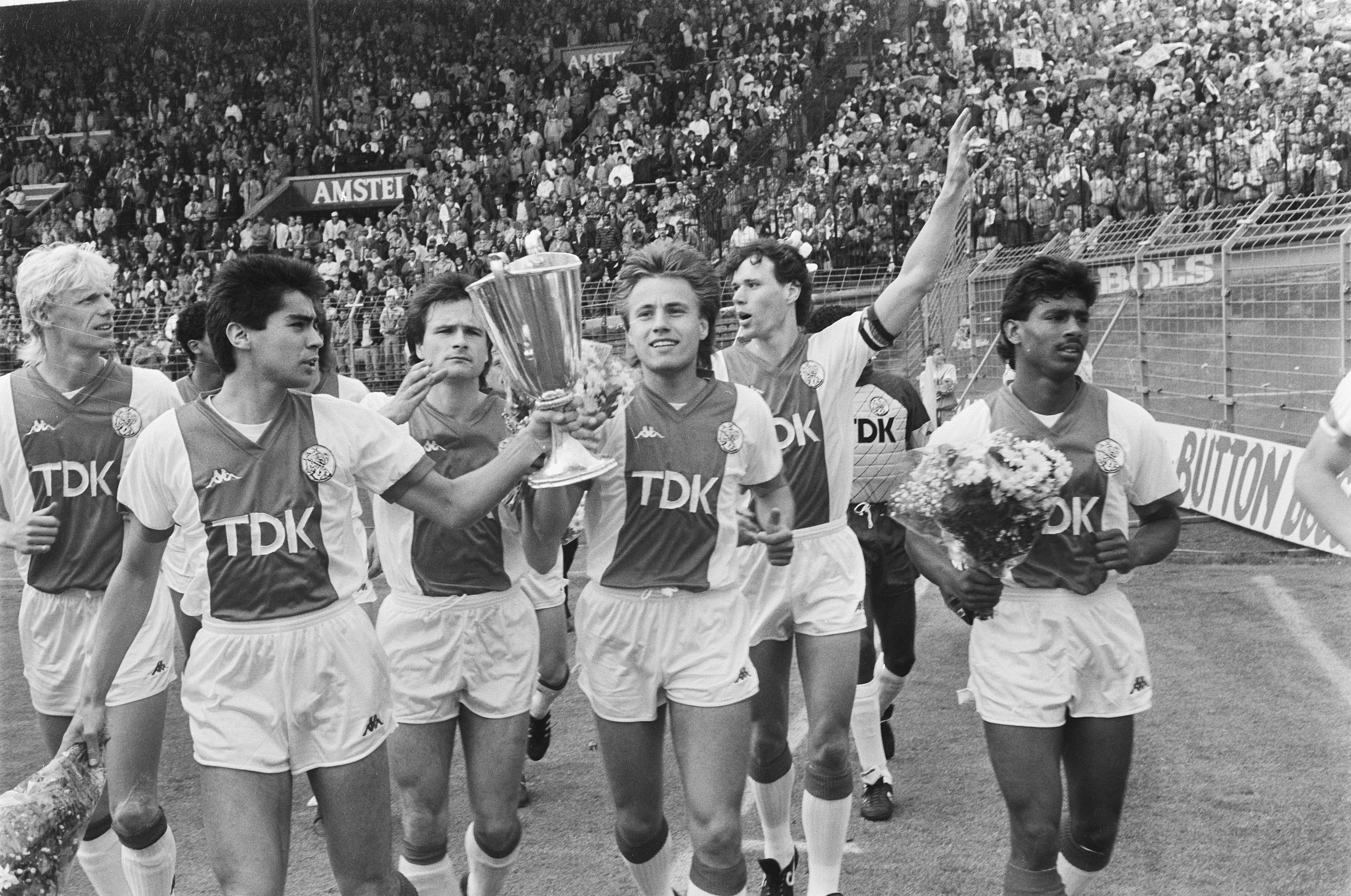
Les joueurs de l'Ajax paradant avec le trophée de la Coupe des coupes en 1987.

Les années qui suivent voient l'Ajax naviguer sans succès entre la Coupe des clubs champions et la Coupe UEFA, à mesure que les principaux acteurs du précédent âge d'or quittent le club. Il retrouve malgré tout les demi-finales de la première compétition en 1980 où il doit s'incliner face à Nottingham Forest. En 1987, le club alors entraîné par Johan Cruyff réalise son premier parcours notable dans la Coupe des coupes dont il atteint la finale qu'il remporte face au Lokomotive Leipzig (1-0). Atteignant à nouveau la finale l'année suivante, les Ajacides sont cependant battus par les Belges du KV Malines (0-1) et échouent à conserver leur titre. Ils sont également battus dans la Supercoupe par le FC Porto (0-2).
L'Ajax atteint en 1992 sa première finale de Coupe UEFA. Opposés au Torino, les Néerlandais parviennent à obtenir le match nul sur la pelouse des Italiens (2-2) avant de tenir ces derniers en échec chez eux (0-0), leur permettant de l'emporter à la faveur des buts marqués à l'extérieur. Ce dernier sacre permet au club de devenir le deuxième club après la Juventus à remporter l'ensemble des trois compétitions européennes majeures.

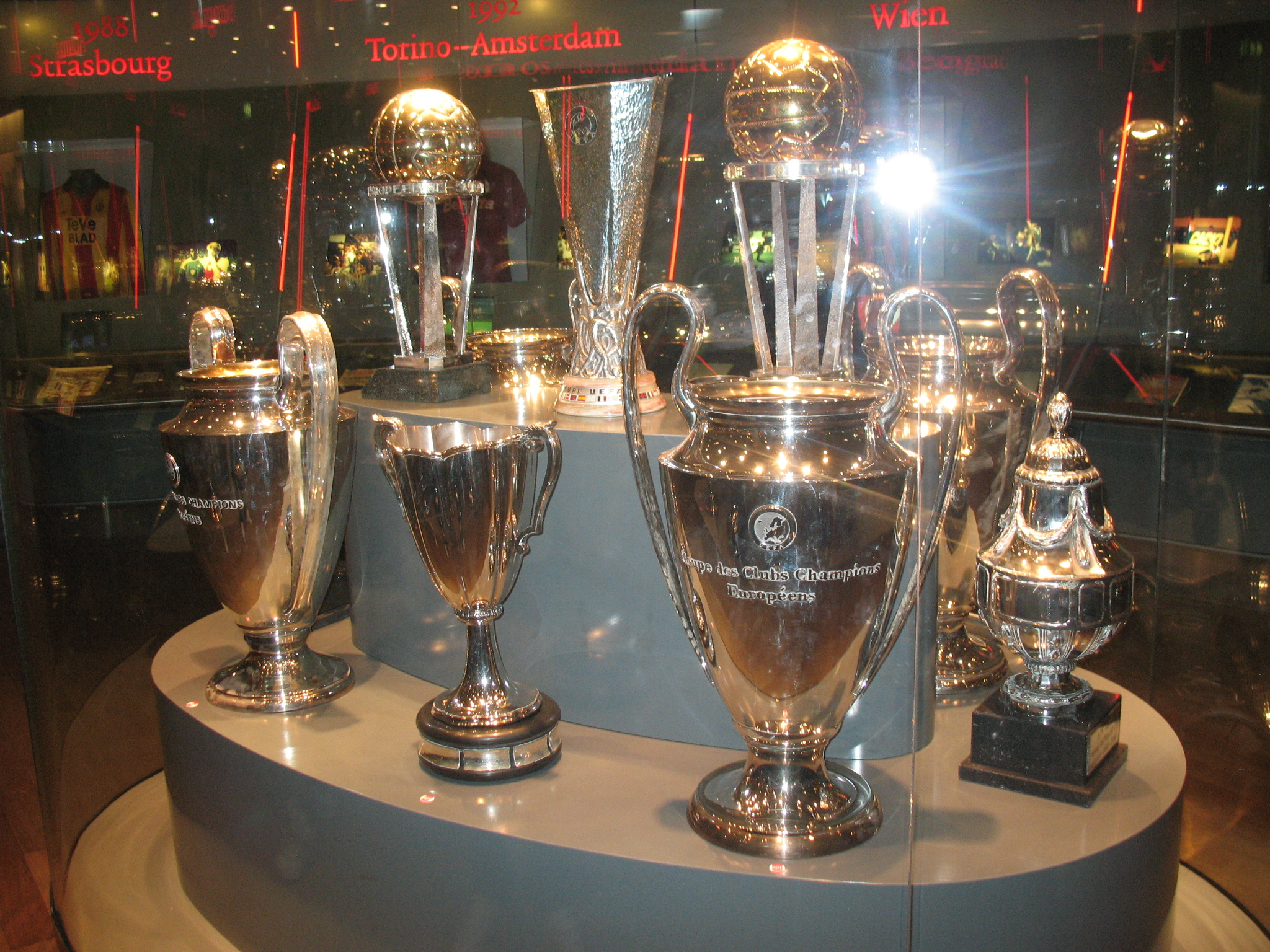
Exposition d'une partie des trophées internationaux remportés par l'Ajax.

Trois ans après sa victoire en Coupe UEFA, l'Ajax atteint en 1995 sa cinquième finale de C1, renommée entretemps Ligue des champions, qu'il remporte aux dépens de l'AC Milan sur le score de 1-0. Ce nouveau titre s'accompagne de nouveaux succès en Coupe intercontinentale face au Grêmio (victoire aux tirs au but) et en Supercoupe contre le Real Saragosse (5-1). Il défend l'année suivante son titre en Ligue des champions atteignant à nouveau la finale mais est cette fois tenu en échec par la Juventus (1-1) qui s'impose finalement lors de la séance des tirs au but. Les Amsterdamois passent près d'une troisième finale consécutive en 1997, mais sont là encore éliminés par la Juventus en demi-finale.
Ces dernières performances sont suivies d'une période plus creuse pour le club, particulièrement affecté par les conséquences relatives à l'arrêt Bosman qui amène au départ d'une grande partie de ses meilleurs joueurs, qui ne peut notamment faire mieux qu'un quart de finale de Ligue des champions en 2003 sur l'ensemble de la décennie 2000. Il demeure malgré tout un acteur régulier des phases de groupes de la C1, mais également en Coupe UEFA, qui devient la Ligue Europa en 2009. C'est dans cette dernière compétition que l'Ajax retrouve les phases plus avancées en atteignant la finale de la compétition en 2017, sa première finale européenne en 21 ans. Il s'y incline cependant face à Manchester United (0-2).
Deux ans plus tard, après avoir démarré au deuxième tour de qualification de la Ligue des champions, les Néerlandais se qualifient tout d'abord pour la phase de groupes, puis la phase finale. Durant celle-ci, ils éliminent notamment le Real Madrid, triple tenant du titre, puis la Juventus pour atteindre les demi-finales de la compétition pour la première fois en 22 ans. Confrontés aux Anglais de Tottenham Hotspur, les Ajacides l'emportent dans un premier temps à l'extérieur (1-0) et mènent même 2-0 chez eux à la mi-temps du match retour. Ils s'effondrent cependant complètement au cours de la deuxième période et s'inclinent finalement 3-2 dans les derniers instants de la rencontre, ce qui les élimine sur la base des buts marqués à l'extérieur.
Lors de la saison 2021-2022, l'Ajax devient le premier club néerlandais, le septième en tout, à remporter l'ensemble de ses matchs en phase de groupes de la Ligue des champions. Cela ne l'empêche cependant pas d'être par la suite éliminé par le Benfica dès les huitièmes de finale.

## Résultats en compétitions européennes

### Légende du tableau
| Vainqueur de la compétition | Victoire ou qualification | Match nul | Défaite ou élimination |

### Résultats
Note : dans les résultats ci-dessous, le score du club est toujours donné en premier.
| Saison    | Compétition                | Tour                | Club                   | Domicile             | Extérieur            | Total                |
| --------- | -------------------------- | ------------------- | ---------------------- | -------------------- | -------------------- | -------------------- |
| 1957-1958 | Coupe des clubs champions  | Huitièmes de finale | Wismut Karl-Marx-Stadt | 1 - 0                | 3 - 1                | 4 - 1                |
| 1957-1958 | Coupe des clubs champions  | Quarts de finale    | Vasas SC               | 2 - 2                | 0 - 4                | 2 - 6                |
| 1960-1961 | Coupe des clubs champions  | Seizièmes de finale | Fredrikstad FK         | 0 - 0                | 3 - 4                | 3 - 4                |
| 1961-1962 | Coupe des coupes           | Huitièmes de finale | Újpest Dósza           | 2 - 1                | 1 - 3                | 3 - 4                |
| 1966-1967 | Coupe des clubs champions  | Seizièmes de finale | Beşiktaş JK            | 2 - 0                | 2 - 1                | 4 - 1                |
| 1966-1967 | Coupe des clubs champions  | Huitièmes de finale | Liverpool FC           | 5 - 1                | 2 - 2                | 7 - 3                |
| 1966-1967 | Coupe des clubs champions  | Quarts de finale    | Dukla Prague           | 1 - 1                | 1 - 2                | 2 - 3                |
| 1967-1968 | Coupe des clubs champions  | Seizièmes de finale | Real Madrid            | 1 - 1                | 1 - 2 ap             | 2 - 3                |
| 1968-1969 | Coupe des clubs champions  | Seizièmes de finale | FC Nuremberg           | 4 - 0                | 1 - 1                | 5 - 1                |
| 1968-1969 | Coupe des clubs champions  | Huitièmes de finale | Fenerbahçe SK          | 2 - 0                | 2 - 0                | 4 - 0                |
| 1968-1969 | Coupe des clubs champions  | Quarts de finale    | SL Benfica             | 1 - 3                | 3 - 1                | 4 - 4 3 - 0 ap       |
| 1968-1969 | Coupe des clubs champions  | Demi-finales        | Spartak Trnava         | 3 - 0                | 0 - 2                | 3 - 2                |
| 1968-1969 | Coupe des clubs champions  | Finale              | AC Milan               | 1 - 4                | 1 - 4                | 1 - 4                |
| 1969-1970 | Coupe des villes de foires | 32es de finale      | Hanovre 96             | 3 - 0                | 1 - 2                | 4 - 2                |
| 1969-1970 | Coupe des villes de foires | Seizièmes de finale | Ruch Chorzów           | 7 - 0                | 2 - 1                | 9 - 1                |
| 1969-1970 | Coupe des villes de foires | Huitièmes de finale | SSC Naples             | 4 - 0 ap             | 0 - 1                | 4 - 1                |
| 1969-1970 | Coupe des villes de foires | Quarts de finale    | Carl Zeiss Jena        | 5 - 1                | 1 - 3                | 6 - 4                |
| 1969-1970 | Coupe des villes de foires | Demi-finales        | Arsenal FC             | 1 - 0                | 0 - 3                | 1 - 3                |
| 1970-1971 | Coupe des clubs champions  | Seizièmes de finale | 17 Nëntori Tirana      | 2 - 0                | 2 - 2                | 4 - 2                |
| 1970-1971 | Coupe des clubs champions  | Huitièmes de finale | FC Bâle                | 3 - 0                | 2 - 1                | 5 - 1                |
| 1970-1971 | Coupe des clubs champions  | Quarts de finale    | Celtic FC              | 3 - 0                | 0 - 1                | 3 - 1                |
| 1970-1971 | Coupe des clubs champions  | Demi-finales        | Atlético Madrid        | 3 - 0                | 0 - 1                | 3 - 1                |
| 1970-1971 | Coupe des clubs champions  | Finale              | Panathinaïkos          | 2 - 0                | 2 - 0                | 2 - 0                |
| 1971-1972 | Coupe des clubs champions  | Seizièmes de finale | Dynamo Dresde          | 2 - 0                | 0 - 0                | 2 - 0                |
| 1971-1972 | Coupe des clubs champions  | Huitièmes de finale | Olympique de Marseille | 4 - 1                | 2 - 1                | 6 - 2                |
| 1971-1972 | Coupe des clubs champions  | Quarts de finale    | Arsenal FC             | 2 - 1                | 1 - 0                | 3 - 1                |
| 1971-1972 | Coupe des clubs champions  | Demi-finales        | SL Benfica             | 1 - 0                | 0 - 0                | 1 - 0                |
| 1971-1972 | Coupe des clubs champions  | Finale              | Inter Milan            | 2 - 0                | 2 - 0                | 2 - 0                |
| 1972      | Coupe intercontinentale    | Finale              | CA Independiente       | 3 - 0                | 1 - 1                | 4 - 1                |
| 1972-1973 | Coupe des clubs champions  | Huitièmes de finale | CSKA Sofia             | 3 - 0                | 3 - 1                | 6 - 1                |
| 1972-1973 | Coupe des clubs champions  | Quarts de finale    | Bayern Munich          | 4 - 0                | 1 - 2                | 5 - 2                |
| 1972-1973 | Coupe des clubs champions  | Demi-finales        | Real Madrid            | 2 - 1                | 1 - 0                | 3 - 1                |
| 1972-1973 | Coupe des clubs champions  | Finale              | Juventus FC            | 1 - 0                | 1 - 0                | 1 - 0                |
| 1973      | Supercoupe de l'UEFA       | Finale              | AC Milan               | 6 - 0                | 0 - 1                | 6 - 1                |
| 1973-1974 | Coupe des clubs champions  | Huitièmes de finale | CSKA Sofia             | 1 - 0                | 0 - 2 ap             | 1 - 2                |
| 1974-1975 | Coupe UEFA                 | 32es de finale      | Stoke City             | 0 - 0                | 1 - 1                | 1E - 1               |
| 1974-1975 | Coupe UEFA                 | Seizièmes de finale | Royal Antwerp          | 1 - 0                | 1 - 2                | 2E - 2               |
| 1974-1975 | Coupe UEFA                 | Huitièmes de finale | Juventus FC            | 1 - 2                | 1 - 0                | 2 - 2E               |
| 1975-1976 | Coupe UEFA                 | 32es de finale      | Glentoran FC           | 8 - 0                | 6 - 1                | 14 - 1               |
| 1975-1976 | Coupe UEFA                 | Seizièmes de finale | Hertha Berlin          | 4 - 1                | 0 - 1                | 4 - 2                |
| 1975-1976 | Coupe UEFA                 | Huitièmes de finale | Levski Sofia           | 2 - 1                | 1 - 2 ap             | 3 - 3 (3 - 5 tab)    |
| 1976-1977 | Coupe UEFA                 | 32es de finale      | Manchester United      | 1 - 0                | 0 - 2                | 1 - 2                |
| 1977-1978 | Coupe des clubs champions  | Seizièmes de finale | Lillestrøm SK          | 4 - 0                | 0 - 2                | 4 - 2                |
| 1977-1978 | Coupe des clubs champions  | Huitièmes de finale | Levski Sofia           | 2 - 1                | 2 - 1                | 4 - 2                |
| 1977-1978 | Coupe des clubs champions  | Quarts de finale    | Juventus FC            | 1 - 1                | 1 - 1 ap             | 2 - 2 (0 - 3 tab)    |
| 1978-1979 | Coupe UEFA                 | 32es de finale      | Athletic Bilbao        | 3 - 0                | 0 - 2                | 3 - 2                |
| 1978-1979 | Coupe UEFA                 | Seizièmes de finale | FC Lausanne-Sport      | 1 - 0                | 4 - 0                | 5 - 0                |
| 1978-1979 | Coupe UEFA                 | Huitièmes de finale | Budapest Honvéd        | 2 - 0                | 1 - 4                | 3 - 4                |
| 1979-1980 | Coupe des clubs champions  | Seizièmes de finale | HJK Helsinki           | 8 - 1                | 8 - 1                | 16 - 2               |
| 1979-1980 | Coupe des clubs champions  | Huitièmes de finale | Omonia Nicosie         | 10 - 0               | 0 - 4                | 10 - 4               |
| 1979-1980 | Coupe des clubs champions  | Quarts de finale    | RC Strasbourg          | 0 - 0                | 4 - 0                | 4 - 0                |
| 1979-1980 | Coupe des clubs champions  | Demi-finales        | Nottingham Forest      | 1 - 0                | 0 - 2                | 1 - 2                |
| 1980-1981 | Coupe des clubs champions  | Seizièmes de finale | Dinamo Tirana          | 1 - 0                | 2 - 0                | 3 - 0                |
| 1980-1981 | Coupe des clubs champions  | Huitièmes de finale | Bayern Munich          | 2 - 1                | 1 - 5                | 3 - 6                |
| 1981-1982 | Coupe des coupes           | Seizièmes de finale | Tottenham Hotspur      | 1 - 3                | 0 - 3                | 1 - 6                |
| 1982-1983 | Coupe des clubs champions  | Seizièmes de finale | Celtic FC              | 1 - 2                | 2 - 2                | 3 - 4                |
| 1983-1984 | Coupe des clubs champions  | Seizièmes de finale | Olympiakos             | 0 - 0                | 0 - 2 ap             | 0 - 2                |
| 1984-1985 | Coupe UEFA                 | 32es de finale      | Red Boys Differdange   | 14 - 0               | 0 - 0                | 14 - 0               |
| 1984-1985 | Coupe UEFA                 | Seizièmes de finale | Bohemians 1905         | 1 - 0                | 0 - 1 ap             | 1 - 1 (2 - 4 tab)    |
| 1985-1986 | Coupe des clubs champions  | Seizièmes de finale | FC Porto               | 0 - 0                | 0 - 2                | 0 - 2                |
| 1986-1987 | Coupe des coupes           | Seizièmes de finale | Bursaspor              | 5 - 0                | 2 - 0                | 7 - 0                |
| 1986-1987 | Coupe des coupes           | Huitièmes de finale | Olympiakos             | 4 - 0                | 1 - 1                | 5 - 1                |
| 1986-1987 | Coupe des coupes           | Quarts de finale    | Malmö FF               | 3 - 1                | 0 - 1                | 3 - 2                |
| 1986-1987 | Coupe des coupes           | Demi-finales        | Real Saragosse         | 3 - 0                | 3 - 2                | 6 - 2                |
| 1986-1987 | Coupe des coupes           | Finale              | Lokomotive Leipzig     | 1 - 0                | 1 - 0                | 1 - 0                |
| 1987      | Supercoupe de l'UEFA       | Finale              | FC Porto               | 0 - 1                | 0 - 1                | 0 - 2                |
| 1987-1988 | Coupe des coupes           | Seizièmes de finale | Dundalk FC             | 4 - 0                | 2 - 0                | 6 - 0                |
| 1987-1988 | Coupe des coupes           | Huitièmes de finale | Hambourg SV            | 2 - 0                | 1 - 0                | 3 - 0                |
| 1987-1988 | Coupe des coupes           | Quarts de finale    | BSC Young Boys         | 1 - 0                | 1 - 0                | 2 - 0                |
| 1987-1988 | Coupe des coupes           | Demi-finales        | Olympique de Marseille | 1 - 2                | 3 - 0                | 4 - 2                |
| 1987-1988 | Coupe des coupes           | Finale              | KV Malines             | 0 - 1                | 0 - 1                | 0 - 1                |
| 1988-1989 | Coupe UEFA                 | 32es de finale      | Sporting CP            | 1 - 2                | 2 - 4                | 3 - 6                |
| 1989-1990 | Coupe UEFA                 | 32es de finale      | Austria Vienne         | 0 - 3                | 0 - 1                | 0 - 4                |
| 1991-1992 | Coupe UEFA                 | 32es de finale      | Örebro SK              | 3 - 0                | 1 - 0                | 4 - 0                |
| 1991-1992 | Coupe UEFA                 | Seizièmes de finale | Rot-Weiß Erfurt        | 3 - 0                | 2 - 1                | 5 - 1                |
| 1991-1992 | Coupe UEFA                 | Huitièmes de finale | CA Osasuna             | 1 - 0                | 1 - 0                | 2 - 0                |
| 1991-1992 | Coupe UEFA                 | Quarts de finale    | KAA La Gantoise        | 3 - 0                | 0 - 0                | 3 - 0                |
| 1991-1992 | Coupe UEFA                 | Demi-finales        | Genoa CFC              | 1 - 1                | 3 - 2                | 4 - 3                |
| 1991-1992 | Coupe UEFA                 | Finale              | Torino FC              | 0 - 0                | 2 - 2                | 2E - 2               |
| 1992-1993 | Coupe UEFA                 | 32es de finale      | Casino Salzbourg       | 3 - 1                | 3 - 0                | 6 - 1                |
| 1992-1993 | Coupe UEFA                 | Seizièmes de finale | Vitória Guimarães      | 2 - 1                | 3 - 0                | 5 - 1                |
| 1992-1993 | Coupe UEFA                 | Huitièmes de finale | FC Kaiserslautern      | 2 - 0                | 1 - 0                | 3 - 0                |
| 1992-1993 | Coupe UEFA                 | Quarts de finale    | AJ Auxerre             | 1 - 0                | 2 - 4                | 3 - 4                |
| 1993-1994 | Coupe des coupes           | Seizièmes de finale | Hajduk Split           | 6 - 0                | 0 - 1                | 6 - 1                |
| 1993-1994 | Coupe des coupes           | Huitièmes de finale | Beşiktaş JK            | 2 - 1                | 4 - 0                | 6 - 1                |
| 1993-1994 | Coupe des coupes           | Quarts de finale    | Parme AC               | 0 - 0                | 0 - 2                | 0 - 2                |
| 1994-1995 | Ligue des champions        | Groupe D            | AC Milan               | 2 - 0                | 2 - 0                | Premier              |
| 1994-1995 | Ligue des champions        | Groupe D            | AEK Athènes            | 2 - 0                | 2 - 1                | Premier              |
| 1994-1995 | Ligue des champions        | Groupe D            | Austria Salzbourg      | 1 - 1                | 0 - 0                | Premier              |
| 1994-1995 | Ligue des champions        | Quarts de finale    | Hajduk Split           | 3 - 0                | 0 - 0                | 3 - 0                |
| 1994-1995 | Ligue des champions        | Demi-finales        | Bayern Munich          | 5 - 2                | 0 - 0                | 5 - 2                |
| 1994-1995 | Ligue des champions        | Finale              | AC Milan               | 1 - 0                | 1 - 0                | 1 - 0                |
| 1995      | Coupe intercontinentale    | Finale              | Grêmio                 | 0 - 0 ap (4 - 3 tab) | 0 - 0 ap (4 - 3 tab) | 0 - 0 ap (4 - 3 tab) |
| 1995      | Supercoupe de l'UEFA       | Finale              | Real Saragosse         | 4 - 0                | 1 - 1                | 5 - 1                |
| 1995-1996 | Ligue des champions        | Groupe D            | Real Madrid            | 1 - 0                | 2 - 0                | Premier              |
| 1995-1996 | Ligue des champions        | Groupe D            | Ferencváros TC         | 4 - 0                | 5 - 1                | Premier              |
| 1995-1996 | Ligue des champions        | Groupe D            | Grasshoppers Zurich    | 3 - 0                | 0 - 0                | Premier              |
| 1995-1996 | Ligue des champions        | Quarts de finale    | Borussia Dortmund      | 3 - 0                | 0 - 0                | 3 - 0                |
| 1995-1996 | Ligue des champions        | Demi-finales        | Panathinaïkos          | 5 - 2                | 0 - 0                | 5 - 2                |
| 1995-1996 | Ligue des champions        | Finale              | Juventus FC            | 1 - 1 ap (2 - 4 tab) | 1 - 1 ap (2 - 4 tab) | 1 - 1 ap (2 - 4 tab) |
| 1996-1997 | Ligue des champions        | Groupe A            | AJ Auxerre             | 1 - 2                | 1 - 0                | Premier              |
| 1996-1997 | Ligue des champions        | Groupe A            | Grasshoppers Zurich    | 0 - 1                | 5 - 1                | Premier              |
| 1996-1997 | Ligue des champions        | Groupe A            | Rangers FC             | 4 - 1                | 1 - 0                | Premier              |
| 1996-1997 | Ligue des champions        | Quarts de finale    | Atlético Madrid        | 1 - 1                | 3 - 2 ap             | 4 - 3                |
| 1996-1997 | Ligue des champions        | Demi-finales        | Juventus FC            | 1 - 2                | 1 - 4                | 2 - 6                |
| 1997-1998 | Coupe UEFA                 | 32es de finale      | NK Maribor             | 9 - 1                | 1 - 1                | 10 - 2               |
| 1997-1998 | Coupe UEFA                 | Seizièmes de finale | Udinese Calcio         | 1 - 0                | 1 - 2                | 5 - 1                |
| 1997-1998 | Coupe UEFA                 | Huitièmes de finale | VfL Bochum             | 4 - 2                | 2 - 2                | 6 - 4                |
| 1997-1998 | Coupe UEFA                 | Quarts de finale    | Spartak Moscou         | 1 - 3                | 0 - 1                | 1 - 4                |
| 1998-1999 | Ligue des champions        | Groupe A            | Olympiakos             | 2 - 0                | 0 - 1                | Quatrième            |
| 1998-1999 | Ligue des champions        | Groupe A            | FC Porto               | 2 - 1                | 0 - 3                | Quatrième            |
| 1998-1999 | Ligue des champions        | Groupe A            | Croatia Zagreb         | 0 - 1                | 0 - 0                | Quatrième            |
| 1999-2000 | Coupe UEFA                 | 64es de finale      | Dukla Banská Bystrica  | 6 - 1                | 3 - 1                | 9 - 2                |
| 1999-2000 | Coupe UEFA                 | 32es de finale      | Hapoël Haïfa           | 0 - 1                | 3 - 0                | 3 - 1                |
| 1999-2000 | Coupe UEFA                 | Seizièmes de finale | RCD Majorque           | 0 - 1                | 0 - 2                | 0 - 3                |
| 2000-2001 | Coupe UEFA                 | 64es de finale      | KAA La Gantoise        | 3 - 0                | 6 - 0                | 9 - 0                |
| 2000-2001 | Coupe UEFA                 | 32es de finale      | FC Lausanne-Sport      | 2 - 2                | 0 - 1                | 2 - 3                |
| 2001-2002 | Ligue des champions        | Troisième tour Q    | Celtic FC              | 1 - 3                | 1 - 0                | 2 - 3                |
| 2001-2002 | Coupe UEFA                 | 64es de finale      | Apollon Limassol       | 2 - 0                | 3 - 0                | 5 - 0                |
| 2001-2002 | Coupe UEFA                 | 32es de finale      | FC Copenhague          | 0 - 1                | 0 - 0                | 0 - 1                |
| 2002-2003 | Ligue des champions        | Groupe D            | Olympique lyonnais     | 2 - 1                | 2 - 0                | Deuxième             |
| 2002-2003 | Ligue des champions        | Groupe D            | Inter Milan            | 1 - 2                | 0 - 1                | Deuxième             |
| 2002-2003 | Ligue des champions        | Groupe D            | Rosenborg BK           | 1 - 1                | 0 - 0                | Deuxième             |
| 2002-2003 | Ligue des champions        | Groupe B            | Valence CF             | 1 - 1                | 1 - 1                | Deuxième             |
| 2002-2003 | Ligue des champions        | Groupe B            | AS Rome                | 2 - 1                | 1 - 1                | Deuxième             |
| 2002-2003 | Ligue des champions        | Groupe B            | Arsenal FC             | 0 - 0                | 1 - 1                | Deuxième             |
| 2002-2003 | Ligue des champions        | Quarts de finale    | AC Milan               | 0 - 0                | 2 - 3                | 2 - 3                |
| 2003-2004 | Ligue des champions        | Troisième tour Q    | Grazer AK              | 6 - 2                | 2 - 1                | 8 - 3                |
| 2003-2004 | Ligue des champions        | Groupe H            | AC Milan               | 0 - 1                | 0 - 1                | Quatrième            |
| 2003-2004 | Ligue des champions        | Groupe H            | Celta Vigo             | 1 - 0                | 2 - 3                | Quatrième            |
| 2003-2004 | Ligue des champions        | Groupe H            | Club Bruges            | 2 - 0                | 1 - 2                | Quatrième            |
| 2004-2005 | Ligue des champions        | Groupe C            | Bayern Munich          | 2 - 2                | 0 - 4                | Troisième            |
| 2004-2005 | Ligue des champions        | Groupe C            | Juventus FC            | 0 - 1                | 0 - 1                | Troisième            |
| 2004-2005 | Ligue des champions        | Groupe C            | Maccabi Tel-Aviv       | 3 - 0                | 1 - 2                | Troisième            |
| 2004-2005 | Coupe UEFA                 | Seizièmes de finale | AJ Auxerre             | 1 - 0                | 1 - 3                | 2 - 3                |
| 2005-2006 | Ligue des champions        | Troisième tour Q    | Brøndby IF             | 3 - 1                | 2 - 2                | 5 - 3                |
| 2005-2006 | Ligue des champions        | Groupe B            | Arsenal FC             | 0 - 1                | 0 - 1                | Deuxième             |
| 2005-2006 | Ligue des champions        | Groupe B            | Sparta Prague          | 1 - 0                | 2 - 3                | Deuxième             |
| 2005-2006 | Ligue des champions        | Groupe B            | FC Thoune              | 2 - 0                | 1 - 2                | Deuxième             |
| 2005-2006 | Ligue des champions        | Huitièmes de finale | Inter Milan            | 2 - 2                | 0 - 1                | 2 - 3                |
| 2006-2007 | Ligue des champions        | Troisième tour Q    | FC Copenhague          | 0 - 2                | 2 - 1                | 2 - 3                |
| 2006-2007 | Coupe UEFA                 | Premier tour        | IK Start               | 4 - 0                | 5 - 2                | 9 - 2                |
| 2006-2007 | Coupe UEFA                 | Groupe F            | Austria Vienne         | 3 - 0                | N/A                  | Deuxième             |
| 2006-2007 | Coupe UEFA                 | Groupe F            | Sparta Prague          | N/A                  | 0 - 0                | Deuxième             |
| 2006-2007 | Coupe UEFA                 | Groupe F            | Espanyol Barcelone     | 0 - 2                | N/A                  | Deuxième             |
| 2006-2007 | Coupe UEFA                 | Groupe F            | Zulte Waregem          | N/A                  | 3 - 0                | Deuxième             |
| 2006-2007 | Coupe UEFA                 | Seizièmes de finale | Werder Brême           | 3 - 1                | 0 - 3                | 3 - 4                |
| 2007-2008 | Ligue des champions        | Troisième tour Q    | Slavia Prague          | 0 - 1                | 1 - 2                | 1 - 3                |
| 2007-2008 | Coupe UEFA                 | Premier tour        | Dinamo Zagreb          | 2 - 3 ap             | 1 - 0                | 3 - 3E               |
| 2008-2009 | Coupe UEFA                 | Premier tour        | Borac Čačak            | 2 - 0                | 4 - 1                | 6 - 1                |
| 2008-2009 | Coupe UEFA                 | Groupe F            | MŠK Žilina             | 1 - 0                | N/A                  | Deuxième             |
| 2008-2009 | Coupe UEFA                 | Groupe F            | Hambourg SV            | N/A                  | 1 - 0                | Deuxième             |
| 2008-2009 | Coupe UEFA                 | Groupe F            | Slavia Prague          | 2 - 2                | N/A                  | Deuxième             |
| 2008-2009 | Coupe UEFA                 | Groupe F            | Aston Villa            | N/A                  | 1 - 2                | Deuxième             |
| 2008-2009 | Coupe UEFA                 | Seizièmes de finale | AC Fiorentina          | 1 - 1                | 1 - 0                | 2 - 1                |
| 2008-2009 | Coupe UEFA                 | Huitièmes de finale | Olympique de Marseille | 2 - 2 ap             | 1 - 2                | 3 - 4                |
| 2009-2010 | Ligue Europa               | Barrages Q          | Slovan Bratislava      | 5 - 0                | 2 - 1                | 7 - 1                |
| 2009-2010 | Ligue Europa               | Groupe A            | RSC Anderlecht         | 1 - 3                | 1 - 1                | Deuxième             |
| 2009-2010 | Ligue Europa               | Groupe A            | Dinamo Zagreb          | 2 - 1                | 2 - 0                | Deuxième             |
| 2009-2010 | Ligue Europa               | Groupe A            | FC Timişoara           | 0 - 0                | 2 - 1                | Deuxième             |
| 2009-2010 | Ligue Europa               | Seizièmes de finale | Juventus FC            | 1 - 2                | 0 - 0                | 1 - 2                |
| 2010-2011 | Ligue des champions        | Troisième tour Q    | PAOK Salonique         | 1 - 1                | 3 - 3                | 4E - 4               |
| 2010-2011 | Ligue des champions        | Barrages Q          | Dynamo Kiev            | 2 - 1                | 1 - 1                | 3 - 2                |
| 2010-2011 | Ligue des champions        | Groupe G            | AC Milan               | 1 - 1                | 2 - 0                | Troisième            |
| 2010-2011 | Ligue des champions        | Groupe G            | Real Madrid            | 0 - 4                | 0 - 2                | Troisième            |
| 2010-2011 | Ligue des champions        | Groupe G            | AJ Auxerre             | 2 - 1                | 1 - 2                | Troisième            |
| 2010-2011 | Ligue Europa               | Seizièmes de finale | RSC Anderlecht         | 2 - 0                | 3 - 0                | 5 - 0                |
| 2010-2011 | Ligue Europa               | Huitièmes de finale | Spartak Moscou         | 0 - 1                | 0 - 3                | 0 - 4                |
| 2011-2012 | Ligue des champions        | Groupe D            | Olympique lyonnais     | 0 - 0                | 0 - 0                | Troisième            |
| 2011-2012 | Ligue des champions        | Groupe D            | Real Madrid            | 0 - 3                | 0 - 3                | Troisième            |
| 2011-2012 | Ligue des champions        | Groupe D            | Dinamo Zagreb          | 4 - 0                | 2 - 0                | Troisième            |
| 2011-2012 | Ligue Europa               | Seizièmes de finale | Manchester United      | 0 - 2                | 2 - 1                | 2 - 3                |
| 2012-2013 | Ligue des champions        | Groupe D            | Borussia Dortmund      | 1 - 4                | 0 - 1                | Troisième            |
| 2012-2013 | Ligue des champions        | Groupe D            | Real Madrid            | 1 - 4                | 1 - 4                | Troisième            |
| 2012-2013 | Ligue des champions        | Groupe D            | Manchester City        | 3 - 1                | 2 - 2                | Troisième            |
| 2012-2013 | Ligue Europa               | Seizièmes de finale | Steaua Bucarest        | 2 - 0                | 0 - 2 ap             | 2 - 2 (2 - 4 tab)    |
| 2013-2014 | Ligue des champions        | Groupe H            | FC Barcelone           | 2 - 1                | 0 - 4                | Troisième            |
| 2013-2014 | Ligue des champions        | Groupe H            | AC Milan               | 1 - 1                | 0 - 0                | Troisième            |
| 2013-2014 | Ligue des champions        | Groupe H            | Celtic FC              | 1 - 0                | 1 - 2                | Troisième            |
| 2013-2014 | Ligue Europa               | Seizièmes de finale | Red Bull Salzbourg     | 0 - 3                | 1 - 3                | 1 - 6                |
| 2014-2015 | Ligue des champions        | Groupe F            | FC Barcelone           | 0 - 2                | 1 - 3                | Troisième            |
| 2014-2015 | Ligue des champions        | Groupe F            | Paris Saint-Germain    | 1 - 1                | 1 - 3                | Troisième            |
| 2014-2015 | Ligue des champions        | Groupe F            | APOEL Nicosie          | 4 - 0                | 1 - 1                | Troisième            |
| 2014-2015 | Ligue Europa               | Seizièmes de finale | Legia Varsovie         | 1 - 0                | 3 - 0                | 4 - 0                |
| 2014-2015 | Ligue Europa               | Huitièmes de finale | FK Dnipro              | 2 - 1 ap             | 0 - 0                | 2 - 2E               |
| 2015-2016 | Ligue des champions        | Troisième tour Q    | Rapid Vienne           | 2 - 3                | 2 - 2                | 4 - 5                |
| 2015-2016 | Ligue Europa               | Barrages Q          | Baumit Jablonec        | 1 - 0                | 0 - 0                | 1 - 0                |
| 2015-2016 | Ligue Europa               | Groupe A            | Fenerbahçe SK          | 0 - 0                | 0 - 1                | Troisième            |
| 2015-2016 | Ligue Europa               | Groupe A            | Celtic FC              | 2 - 2                | 2 - 1                | Troisième            |
| 2015-2016 | Ligue Europa               | Groupe A            | Molde FK               | 1 - 1                | 1 - 1                | Troisième            |
| 2016-2017 | Ligue des champions        | Troisième tour Q    | PAOK Salonique         | 1 - 1                | 2 - 1                | 3 - 2                |
| 2016-2017 | Ligue des champions        | Barrages Q          | FK Rostov              | 1 - 1                | 1 - 4                | 2 - 5                |
| 2016-2017 | Ligue Europa               | Groupe G            | Panathinaïkos          | 2 - 0                | 2 - 1                | Premier              |
| 2016-2017 | Ligue Europa               | Groupe G            | Celta Vigo             | 3 - 2                | 2 - 2                | Premier              |
| 2016-2017 | Ligue Europa               | Groupe G            | Standard de Liège      | 1 - 0                | 1 - 1                | Premier              |
| 2016-2017 | Ligue Europa               | Seizièmes de finale | Legia Varsovie         | 1 - 0                | 0 - 0                | 1 - 0                |
| 2016-2017 | Ligue Europa               | Huitièmes de finale | FC Copenhague          | 2 - 0                | 1 - 2                | 3 - 2                |
| 2016-2017 | Ligue Europa               | Quarts de finale    | Schalke 04             | 2 - 0                | 2 - 3 ap             | 4 - 3                |
| 2016-2017 | Ligue Europa               | Demi-finales        | Olympique lyonnais     | 4 - 1                | 1 - 3                | 5 - 4                |
| 2016-2017 | Ligue Europa               | Finale              | Manchester United      | 0 - 2                | 0 - 2                | 0 - 2                |
| 2017-2018 | Ligue des champions        | Troisième tour Q    | OGC Nice               | 2 - 2                | 1 - 1                | 3 - 3E               |
| 2017-2018 | Ligue Europa               | Barrages Q          | Rosenborg BK           | 0 - 1                | 2 - 3                | 2 - 4                |
| 2018-2019 | Ligue des champions        | Deuxième tour Q     | Sturm Graz             | 2 - 0                | 3 - 1                | 5 - 1                |
| 2018-2019 | Ligue des champions        | Troisième tour Q    | Standard de Liège      | 3 - 0                | 2 - 2                | 5 - 2                |
| 2018-2019 | Ligue des champions        | Barrages Q          | Dynamo Kiev            | 3 - 1                | 0 - 0                | 3 - 1                |
| 2018-2019 | Ligue des champions        | Groupe E            | Bayern Munich          | 3 - 3                | 1 - 1                | Deuxième             |
| 2018-2019 | Ligue des champions        | Groupe E            | SL Benfica             | 1 - 0                | 1 - 1                | Deuxième             |
| 2018-2019 | Ligue des champions        | Groupe E            | AEK Athènes            | 3 - 0                | 2 - 0                | Deuxième             |
| 2018-2019 | Ligue des champions        | Huitièmes de finale | Real Madrid            | 1 - 2                | 4 - 1                | 5 - 3                |
| 2018-2019 | Ligue des champions        | Quarts de finale    | Juventus FC            | 1 - 1                | 2 - 1                | 3 - 2                |
| 2018-2019 | Ligue des champions        | Demi-finales        | Tottenham Hotspur      | 2 - 3                | 1 - 0                | 3 - 3E               |
| 2019-2020 | Ligue des champions        | Troisième tour Q    | PAOK Salonique         | 3 - 0                | 2 - 2                | 5 - 2                |
| 2019-2020 | Ligue des champions        | Barrages Q          | APOEL Nicosie          | 3 - 1                | 0 - 0                | 3 - 1                |
| 2019-2020 | Ligue des champions        | Groupe E            | Chelsea FC             | 0 - 1                | 4 - 4                | Troisième            |
| 2019-2020 | Ligue des champions        | Groupe E            | Valence CF             | 0 - 1                | 3 - 0                | Troisième            |
| 2019-2020 | Ligue des champions        | Groupe E            | LOSC Lille             | 3 - 0                | 2 - 0                | Troisième            |
| 2019-2020 | Ligue Europa               | Seizièmes de finale | Getafe CF              | 2 - 1                | 0 - 2                | 2 - 3                |
| 2020-2021 | Ligue des champions        | Groupe D            | Liverpool FC           | 0 - 1                | 0 - 1                | Troisième            |
| 2020-2021 | Ligue des champions        | Groupe D            | Atalanta Bergame       | 0 - 1                | 2 - 2                | Troisième            |
| 2020-2021 | Ligue des champions        | Groupe D            | FC Midtjylland         | 3 - 1                | 2 - 1                | Troisième            |
| 2020-2021 | Ligue Europa               | Seizièmes de finale | LOSC Lille             | 2 - 1                | 2 - 1                | 4 - 2                |
| 2020-2021 | Ligue Europa               | Huitièmes de finale | BSC Young Boys         | 3 - 0                | 2 - 0                | 5 - 0                |
| 2020-2021 | Ligue Europa               | Quarts de finale    | AS Rome                | 1 - 2                | 1 - 1                | 2 - 3                |
| 2021-2022 | Ligue des champions        | Groupe C            | Borussia Dortmund      | 4 - 0                | 3 - 1                | Premier              |
| 2021-2022 | Ligue des champions        | Groupe C            | Sporting CP            | 4 - 2                | 5 - 1                | Premier              |
| 2021-2022 | Ligue des champions        | Groupe C            | Beşiktaş JK            | 2 - 0                | 2 - 1                | Premier              |
| 2021-2022 | Ligue des champions        | Huitièmes de finale | SL Benfica             | 0 - 1                | 2 - 2                | 2 - 3                |
| 2022-2023 | Ligue des champions        | Groupe A            | Liverpool FC           | 0 - 3                | 1 - 2                | Troisième            |
| 2022-2023 | Ligue des champions        | Groupe A            | SSC Naples             | 1 - 6                | 2 - 4                | Troisième            |
| 2022-2023 | Ligue des champions        | Groupe A            | Rangers FC             | 4 - 0                | 3 - 1                | Troisième            |
| 2022-2023 | Ligue Europa               | Barrages            | Union Berlin           | 0 - 0                | 1 - 3                | 1 - 3                |
| 2023-2024 | Ligue Europa               | Barrages Q          | Ludogorets Razgrad     | 0 - 1                | 4 - 1                | 4 - 2                |
| 2023-2024 | Ligue Europa               | Groupe B            | Olympique de Marseille | 3 - 3                | 3 - 4                | Troisième            |
| 2023-2024 | Ligue Europa               | Groupe B            | Brighton & Hove Albion | 0 - 2                | 0 - 2                | Troisième            |
| 2023-2024 | Ligue Europa               | Groupe B            | AEK Athènes            | 3 - 1                | 1 - 1                | Troisième            |
| 2023-2024 | Ligue Europa Conférence    | Barrages            | FK Bodø/Glimt          | 2 - 2                | 2 - 1 ap             | 4 - 3                |
| 2023-2024 | Ligue Europa Conférence    | Huitièmes de finale | Aston Villa            | 0 - 0                | 0 - 4                | 0 - 4                |
| 2024-2025 | Ligue Europa               | Deuxième tour Q     | Vojvodina Novi Sad     | 1 - 0                | 3 - 1                | 4 - 1                |
| 2024-2025 | Ligue Europa               | Troisième tour Q    | Panathinaïkós          | 0 - 1 ap             | 1 - 0                | 1 - 1 (13 - 12 tab)  |
| 2024-2025 | Ligue Europa               | Barrages Q          | Jagiellonia Białystok  | 3 - 0                | 4 - 1                | 7 - 1                |
| 2024-2025 | Ligue Europa               | Phase de ligue      | Beşiktaş JK            | 4 - 0                | N/A                  | 12e                  |
| 2024-2025 | Ligue Europa               | Phase de ligue      | Slavia Prague          | N/A                  | 1 - 1                | 12e                  |
| 2024-2025 | Ligue Europa               | Phase de ligue      | Qarabağ FK             | N/A                  | 3 - 0                | 12e                  |
| 2024-2025 | Ligue Europa               | Phase de ligue      | Maccabi Tel-Aviv       | 5 - 0                | N/A                  | 12e                  |
| 2024-2025 | Ligue Europa               | Phase de ligue      | Real Sociedad          | N/A                  | 0 - 2                | 12e                  |
| 2024-2025 | Ligue Europa               | Phase de ligue      | Lazio Rome             | 1 - 3                | N/A                  | 12e                  |
| 2024-2025 | Ligue Europa               | Phase de ligue      | FK RFS                 | N/A                  | 0 - 1                | 12e                  |
| 2024-2025 | Ligue Europa               | Phase de ligue      | Galatasaray SK         | 2 - 1                | N/A                  | 12e                  |
| 2024-2025 | Ligue Europa               | Barrages            | Union saint-gilloise   | 1 - 2 ap             | 2 - 0                | 3 - 2                |
| 2024-2025 | Ligue Europa               | Huitièmes de finale | Eintracht Francfort    | 1 - 2                | 1 - 4                | 2 - 6                |
| 2025-2026 | Ligue des champions        | Phase de ligue      |                        | -                    | -                    | -                    |
| 2025-2026 | Ligue des champions        | Phase de ligue      |                        | -                    | -                    | -                    |
| 2025-2026 | Ligue des champions        | Phase de ligue      |                        | -                    | -                    | -                    |
| 2025-2026 | Ligue des champions        | Phase de ligue      |                        | -                    | -                    | -                    |
| 2025-2026 | Ligue des champions        | Phase de ligue      |                        | -                    | -                    | -                    |
| 2025-2026 | Ligue des champions        | Phase de ligue      |                        | -                    | -                    | -                    |
| 2025-2026 | Ligue des champions        | Phase de ligue      |                        | -                    | -                    | -                    |
| 2025-2026 | Ligue des champions        | Phase de ligue      |                        | -                    | -                    | -                    |

## Bilan
| Compétition                | Titres | P  | M   | V   | N   | D   | BP  | BC  | Diff. |
| -------------------------- | ------ | -- | --- | --- | --- | --- | --- | --- | ----- |
| Ligue des champions (C1)   | 4      | 38 | 247 | 112 | 64  | 71  | 396 | 392 | +114  |
| Coupe des coupes (C2)      | 1      | 5  | 28  | 18  | 2   | 8   | 53  | 22  | +22   |
| Ligue Europa (C3)          | 1      | 31 | 177 | 89  | 31  | 57  | 305 | 197 | +108  |
| Ligue Conférence (C4)      | -      | 1  | 4   | 1   | 2   | 1   | 4   | 7   | -3    |
| Supercoupe de l'UEFA       | 2      | 3  | 6   | 2   | 1   | 3   | 11  | 4   | +7    |
| Coupe intercontinentale    | 2      | 2  | 3   | 1   | 2   | 0   | 4   | 1   | +3    |
| Coupe des villes de foires | -      | 1  | 10  | 6   | 0   | 4   | 24  | 11  | +13   |
| Total                      | 10     | 81 | 475 | 229 | 102 | 144 | 797 | 524 | +273  |